# Nico Hülkenberg
Nicolas „Nico” Hülkenberg (IPA: [ˈniːko ˈhʏlkənbɛɐ̯k]; Emmerich am Rhein, Nyugat-Németország, 1987. augusztus 19. –) német autóversenyző. 2005-ben újoncként megnyerte a német Formula BMW-t, 2006/2007-ben Az A1GP sorozatban Németország képviseletében, kilenc futamgyőzelmet begyűjtve diadalmaskodott. A következő évben a Formula–3 EuroSeriesben sem talált legyőzőre. 2009-ben pedig az F1 előszobájának tartott GP2-ben győzött, szintén újoncként, ami korábban csak Lewis Hamiltonnak és Nico Rosbergnek sikerült.
2010-ben a Williams pilótája lett a Formula–1-ben. Debütáló évében a brazil nagydíjon megszerezte pályafutása első pole-pozícióját, ami egyben csapata első pole-ja is volt több mint öt év óta. 2011-ben csatlakozott a Force India csapatához, mint teszt- és tartalékpilóta. Első versenyét a 2012-es szezonban teljesítette Paul di Resta csapattársaként. A Sauber csapatához aláírt a 2013-as évadra, ahol csapattársa volt a mexikói Esteban Gutiérrez. 2014-től visszatért a Force India csapatához. A 2015-ös Le Mans-i 24 órás verseny győztese. 2017-től 2019-ig a Renault versenyzője volt. 2020-ban néhány verseny erejéig helyettesítette Sergio Pérezt a Racing Point csapatánál, miután a mexikói versenyzőnek pozitív lett a koronavírustesztje. 2022-ben is 2 verseny erejéig Sebastian Vettelt helyettesítette. 2023-tól a Haas versenyzője, honfitársát Mick Schumachert váltotta a csapatnál. 2025-től kezdve a Stake F1 Team Kick Sauber színeiben versenyez.
Hülkenberg a 2025-ös brit nagydíjig tartotta a legtöbb Formula–1-es rajt dobogó nélkül rekordját (239).

## Korai pályafutása

### Gokartban töltött évek
1997-ben, tehát 10 éves korában ült először gokartba, 2000 óta vett részt komolyabb versenyeken, s már a következő évben nagy fölénnyel megnyerte az olasz junior bajnokságot. A kadet korosztályban kiírt Green Helmet Trophy című sorozatban pedig a 2. helyen végzett a cseh Erik Janis mögött. 2002-ben megvédte címét az olasz ligában, miután nagy csatában legyőzte Sébastien Buemit. Hazája junior gokart bajnokságában sem talált legyőzőre. 2003-ban már a Formula–A kategóriában csillogtatta tudását, s több kisebb szerepvállalása (vb-32., EB-41., olasz bajnoki 5. helyezett) közül kiemelkedik a német ligában aratott váratlan győzelme. Utolsó gokartos évében Helmut Sanden mögött a 2. helyre szorult hazája bajnokságában, az olasz ligában pedig a 8. helyen végzett.

### Formula BMW (2005)
Ahogy az fiatal német versenyzők körében megszokott, Hülkenberg is a német Formula–BMW-ben kezdte meg formulaautós pályafutását. Az viszont már korántsem volt mindennapos, hogy valamelyik tehetség rögtön első évében bajnoki címet szerez. A 20 futamos sorozatban 14 alkalommal állt fel a dobogóra, nyolc futamot nyert, kilencszer indult az első rajtkockából és hatszor futotta meg a verseny leggyorsabb körét. 287 pontot gyűjtött a szezon során, 5 egységgel utasította maga mögé a második évét teljesítő Sébastien Buemit. A különböző BMW-s szériák legjobbjainak szervezett Formula–BMW Világdöntőben is elsőként intették le a kockás zászlóval a Josef Kaufmann Racing versenyzőjeként, azonban utólag időbüntetéssel sújtották, mivel a safety car periódus alatt agresszív fékteszttel veszélyeztette társait. Így visszacsúszott a 3. helyre.

### A1 Grand Prix (2006–2007)
Noha számos ajánlata érkezett Formula Renault-ban szereplő csapatoktól, Nico mégis hazájának Formula–3-as bajnokságában folytatta pályafutását. Döntését az élet igazolta. Mivel közel maradt a tűzhöz, még jobban felkeltette a német szakma figyelmét, így nem hatott a meglepetés erejével, amikor Rolf Beisswanger Hülkenberget szemelte ki A1 GP-s csapatába. Németország színeiben kilenc futamot nyert a lehetséges húszból, ezzel együtt 14 alkalommal állhatott dobogóra. Három pole pozíció és öt leggyorsabb kör szerepelt még neve mellett. 35 pontos előnnyel nyerte a versenysorozatot, megelőzve Új-Zéland csapatát. (Mivel a Mexikóban rendezett hétvége ütközött az F3-mal, így ott Christian Vietoris helyettesítette, de nem gyarapította a ponttermést.)

### Formula–3-as szériák (2006–2008)

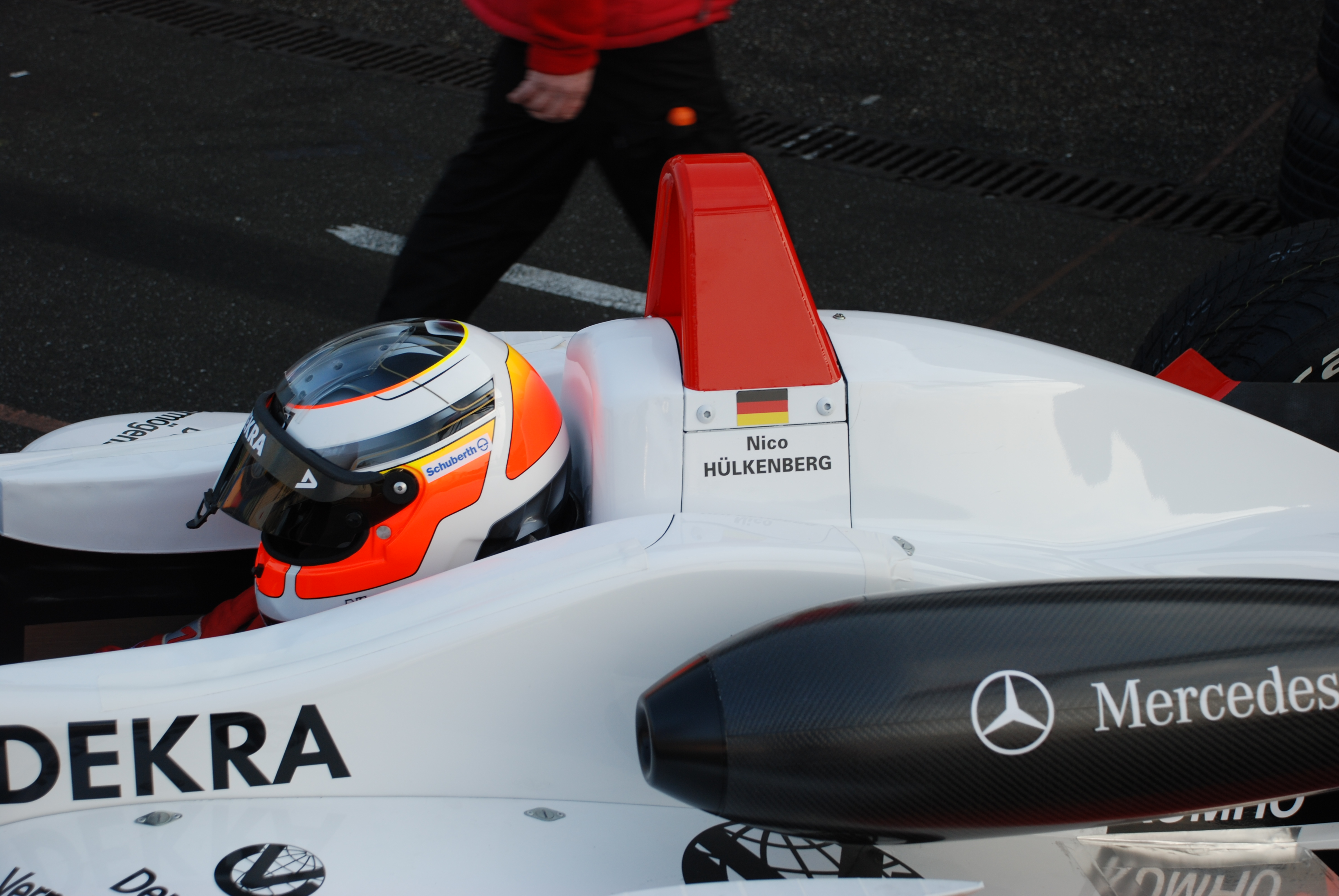
Hülkenberg 2008-ban a Dallara-Mercedes volánja mögött a Formula–3 Euroseriesben

A Formula BMW-s sikert követően további három évig Josef Kaufmann csapatában szerepelt a német bajnokságban, immáron a Formula–3-as géposztályban. Az Opel hajtotta Ligier JS47 volánja mögött már negyedik futamán nyerni tudott, ezzel együtt hat alkalommal állhatott fel a dobogóra, háromszor indulhatott élről, s ötször futotta meg a leggyorsabb kört. 78 pontjával a bajnokság 5. helyén zárt. Két verseny erejéig, szintén 2006-ban látogatást tett a túraautók világában, a V de V Challenge Endurance Moderne ligában mindkét futamnak az élről vághatott neki, az egyiken őt intették le elsőként. 50 pontjával a 17. helyen végzett.
Pályafutását 2007-ben a Formula–3 Euro Seriesben folytatta, méghozzá a korábban Lewis Hamiltont és Paul Di Restát is bajnoki elsőséghez segítő ART Grand Prix színeiben. Romain Grosjean és Sébastien Buemi mögött a tabella 3. helyét foglalta el végelszámoláskor. Négy futamot nyert, nyolc dobogó, két pole, három leggyorsabb kör szerepelt még neve mellett. Legemlékezetesebb diadala minden bizonnyal a norisringi volt, a 18. rajtkockából indulva gázolt át a komplett mezőnyön. Az esős Zandvoortban is dominált. Az F3-as pilóták két jelentős éves seregszemléjén is szerepet vállalt. A Zolderbe költöző Masters of Formula–3-on az első helyen intették le. A makaói futam kevésbé sikerült, csupán a 23. helyet érte el.
A sikersztori nem ért véget. 2008-ban másodjára az F3 Euro Seriesben sem talált legyőzőre. 85 pontjával több mint 30 pontot vert az olasz Edoardo Mortarára. Hét versenyen látta meg elsőként a kockás zászlót (Mugello, Norisring, Zandvoort, Nürburgring, Brands Hatch, Barcelona és Hockenheim), ezen felül még egy 3. helyezést, hat pole pozíciót és nyolc leggyorsabb kört jegyzett. A Masters of F3 seregszemlén, Zolderben – a francia Jules Bianchi mögött – a második helyen végzett.

### GP2 (2009)

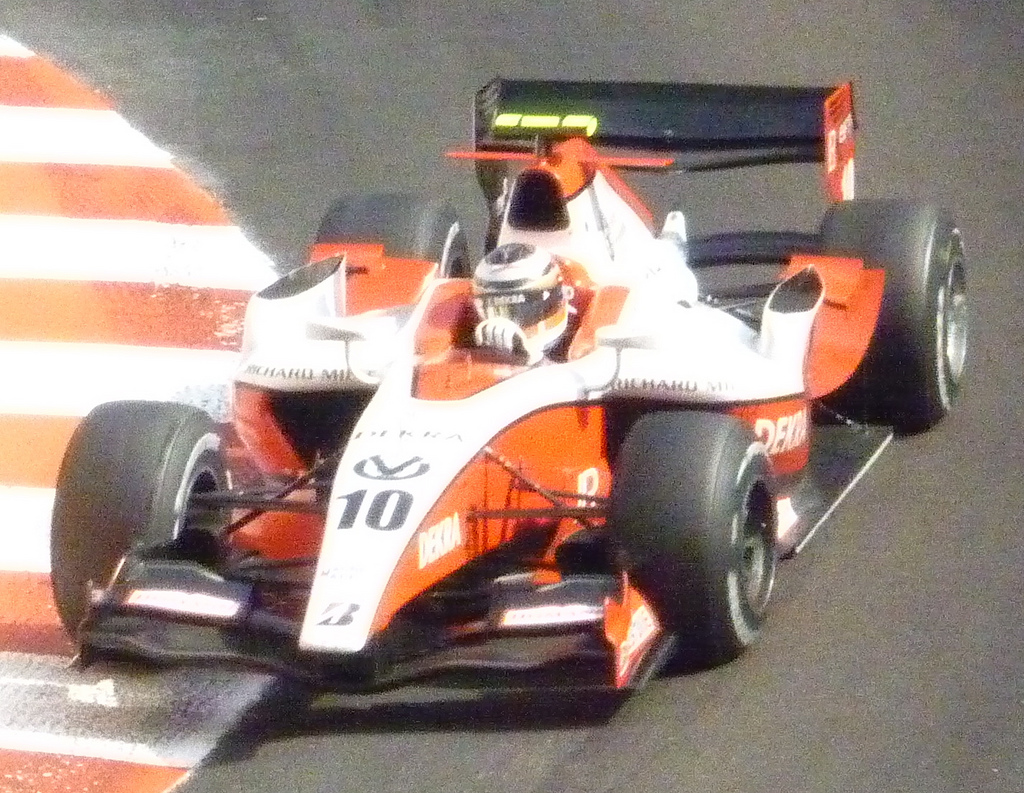
Hülkenberg a ART Grand Prix monacói fordulójában 2009-es GP2-szezonban

A Formula–3-as szezon zárultával ugyancsak az ART Grand Prix-nél rajthoz állt a GP2 Ázsiai Sorozatának harmadik, bahreini fordulóján, ahol Pastor Maldonadót váltotta. Rögtön megnyerte az időmérő edzést, majd mindkét futamon a 4. helyen ért célba. Második, egyben utolsó versenyhétvégéjét Katarban teljesítette, az éjszakai főversenynek újra az első rajtkockából vághatott neki, ezúttal a győzelem sem maradt el, több mint 13 másodpercet vert a mögötte végzett mexikói Sergio Pérezre. A másnapi sprintversenyen szintén dobogón végzett, a harmadik fokára állhatott fel. Jó eredményei ellenére Maldonado visszatért, így több versenyen már nem indult, az addig szerzett 27 pontjával a bajnokság 6. helyét foglalta el a végelszámolásnál.
2009-ben éppen Maldonado csapattársaként versenyezhetett egész idényben az ART-nél. Első pontjait Monacóban szerezte, köztük egy dobogót a sprintfutamon. Isztambulban pole pozíciót szerzett, de végül a dobogóra se fért fel. Első győzelmét hazai pályán aratta, ahol a pole-ból indult és övé volt a leggyorsabb kör is - sőt, a sprintfutamot is megnyerte és itt is a leggyorsabb kör lett az övé. Kettős győzelemre utoljára Giorgio Pantano volt képes 2006-ban, a teljes hétvége behúzását pedig ugyancsak 2006-ban Nelson Piquet Jr. érte el utoljára. Győzött még a Hungaroringen és Valenciában a sprintfutamon (a nagydíjon pole-ból indult ugyan, de csak második lett), majd Belgiumban második lett. Mivel a monzai sprintversenyen harmadik lett, előnye behozhatalaná vált, és ő lett 2009 GP2-es bajnoka. Lewis Hamilton után ő lett a második versenyző, aki a GP3 (F3) után rögtön megnyerte a GP2-t is. Algarvéban azért még győzött, és ezzel több mint 100 pontot szerzett az idényben. Tizenhat éven keresztül ez volt az utolsó dobogós helyezése formula-autóval. Csapattársára, Maldonadóra 64 pontot vert.

## Formula–1-es karrierje
Hülkenberg menedzsere, Willi Weber, a Flavio Briatore vezette Renault-val tárgyalt az ifjú német első Formula–1-es tesztjéről, de ez meghiúsult. Így 2007. december 4-én a Williams csapatnál szerepelt Jerezben. A gyakorlás remekül sikerült, már az első napon gyorsabbnak bizonyult az istálló versenypilótájánál, Nakadzsima Kadzukinál, de a már kétéves tapasztalattal rendelkező Nico Rosbergtől is mindössze 4 tizedmásodperccel maradt el. A csapatot meggyőzte a szereplése, ezért meg is kapta a tesztpilótai és tartalékpilótai állást, szerződését 2009-re is meghosszabbították (pedig abban az idényben betiltották a szezonközi teszteket).

### Williams (2010)

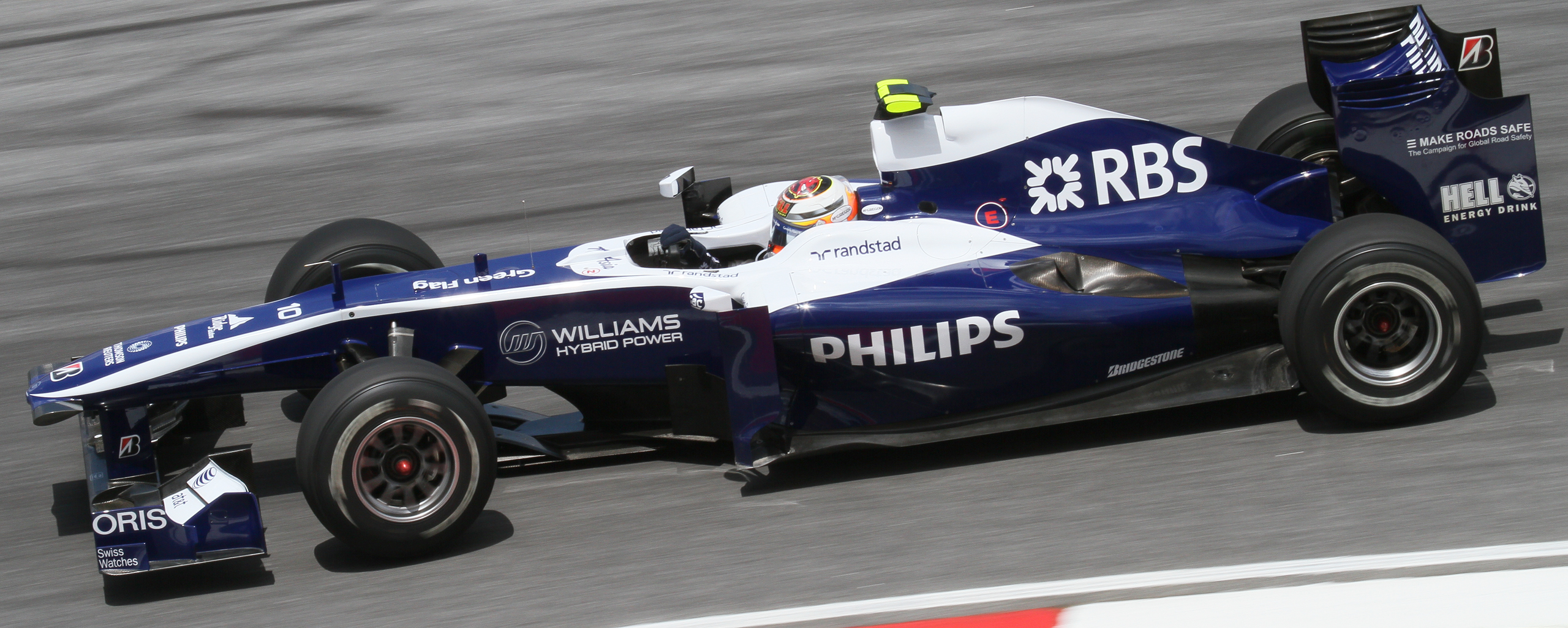
Hülkenberg megszerzi első pontját a Maláj nagydíjon

Miután a Williamsnél mindkét pilótaülés szabaddá lett, a 2010-es évre őt szerződtették az egyik pilótának. Csapattársa a tapasztalt ex-brawnos Rubens Barrichello lett.
A bahreini nagydíjon debütált, ahol egy korai megforgás miatt csak tizennegyedik lett. Ausztrália szintén nem sikerült túl jól, mert már a rajt után balesetbe keveredett Kobajasival. Malajziában aztán az időmérő harmadik szakaszába is bejutott, ahol ötödik lett, legyőzve ezzel Barrichellót is. Végül a tizedik helyen ért célba és ezzel megszerezte első pontját is. Silverstone-ban egy újabb pontot szerzett, majd a Hungaroringen hatodik lett. Pontokat szerzett még az olasz, a szingapúri és a koreai nagydíjakon, Japánban azonban Vitalij Petrov beléütközött egy versenybaleset során, így kiesett. Teljesítménye ellenére már felmerült, hogy az év végén megválik tőle a nehéz helyzetben lévő Williams, és helyette éppen korábbi csapattársa, Pastor Maldonado, vagy Adrian Sutil érkezhetnek, mert ők több szponzori pénzzel rendelkeztek.
Az esős brazil időmérőn Hülkenberg több mint egy másodperces előnnyel megszerezte a pole pozíciót, ami csapatának öt év után az első volt. Különlegessége az volt, hogy miután bebiztosítota az előnyét, futott még egy kört, és azzal még meg is javította az eredményét. A Cosworth-motoros Williams azonban nem volt elég erős ahhoz, hogy a futamon, tiszta körülmények között is tartani tudja a pozíciót, ezért végül csak nyolcadik lett.
A szezonzáró futam után aztán Frank Williams megerősítette, hogy Hülkenberg 2011-től nem az ő pilótájuk lesz.

### Force India (2011–2012)

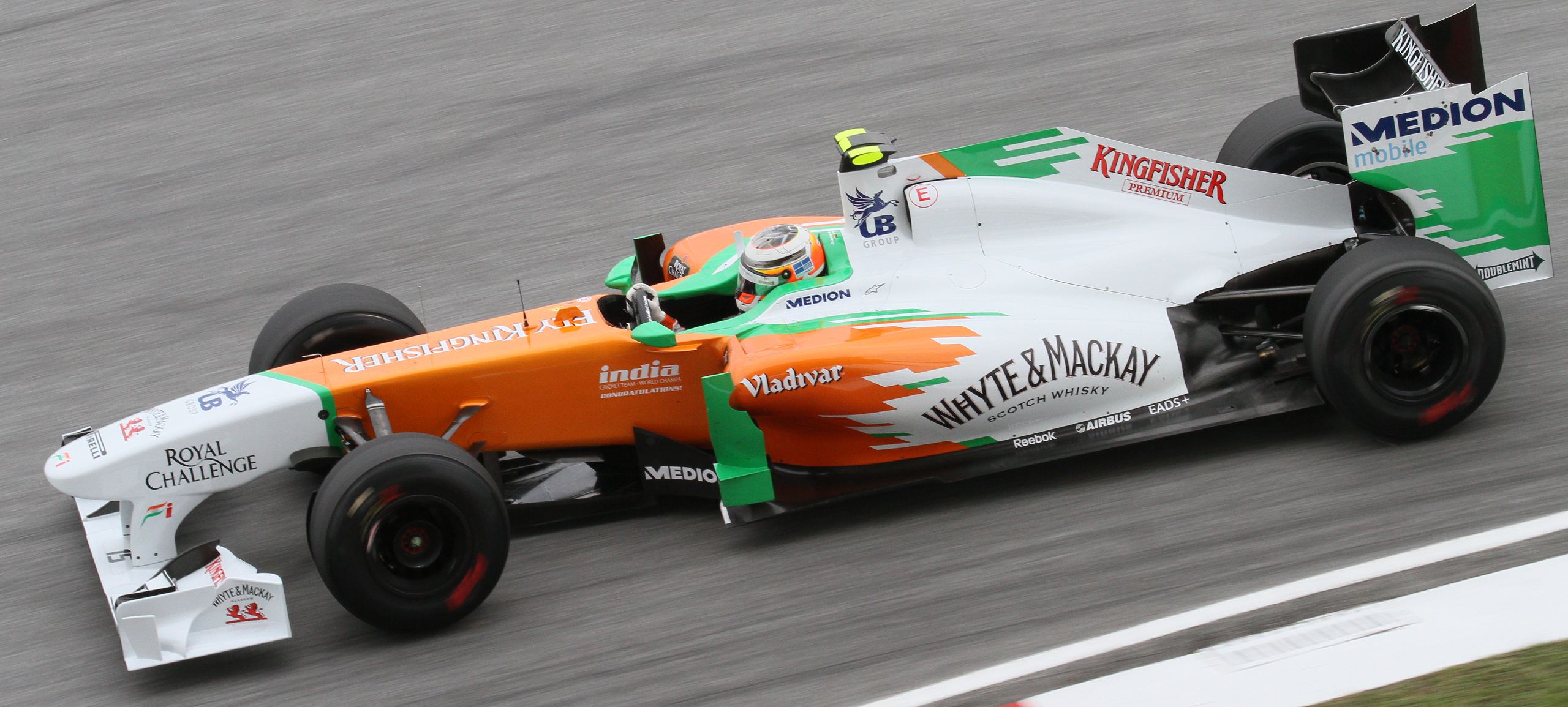
Hülkenberg a Malajziai szabadedzésen

A 2011-es szezontól, igaz, egyelőre csak tesztpilótaként, a Force India csapat igazolta le őt. A legtöbb pénteki szabadedzésen ő vezethette az autót.
A csapat az idény végén aztán bejelentette, hogy 2012-ben Hülkenberg lesz a második számú pilótájuk Paul di Resta mellett. Ausztráliában kilencedikként kvalifikált, de a rajt után belekeveredett egy balesetbe, amely miatt később ki kellett állnia. Malajziában aztán megszerezte első pontjait egy kilencedik helyezéssel. Legjobb eredményét Belgiumban érte el, ahol negyedik lett. Itt akár második is lehetett volna, de a boxkiállásokat követően Kimi Raikkönen megelőzte, majd a mögötte jövő Sebastian Vettel megelőzte mindkettejüket. Ugyan az olasz és a szingapúri nagydíjakon nem szerzett pontot, de sorozatban ötször utána igen. Brazíliában az előkelő hatodik helyről indult, és a 11. körben már a második helyen haladt. A 19. körben megelőzte a versenyben vezető Jenson Buttont, és ők ketten kényelmes előnnyel álltak a mezőny élén. Aztán a futam vége felé egy baleset miatt beküldték a safety cart, és Lewis Hamilton megelőzte őt a 49. körben. Az 55. körben vissza akarta őt előzni, de megcsúszott, és összeütköztek. Hamilton a szép eredmény helyett kiesett a mclarenes búcsúversenyén, Hülkenberget pedig boxutcaáthajtásos büntetéssel jutalmazták a manőverért. A potenciális győzelmi, de legalábbis dobogós lehetőségből így mindössze egy ötödik hely lett.

### Sauber (2013)
2012. október 31-én hivatalosan is bejelentették, hogy Hülkenberg a 2013-as szezontól a Sauber Motorsport pilótája lesz. Sergio Pérezt váltotta, aki a McLaren csapatába igazolt. Csapattársa Esteban Gutiérrez lett, aki akkor teszt- és tartalékversenyző volt a csapatnál. A 2013-as szezon kezdete előtt Helmut Marko a Red Bull Racing főtanácsadója elismerte, hogy figyelik Hülkenberget és akár a 2014-es évadtól az osztrákok pilótája lehet.
Az idény egyáltalán nem indult jól, mert bár Ausztráliában a 11. helyre kvalifikált, üzemanyagszivárgás miatt el sem tudott rajtolni. Malajziában nyolcadik lett, így el tudott csípni pár pontot. Legjobb időmérős eredményét az olasz nagydíjon érte el, ahol harmadiknak kvalifikált, és a szorongató versenytársak támadásai ellenére is egy ötödik helyet meg tudott szerezni. Ezt a teljesítményt még a koreai nagydíjon is hozni tudta, ahol parádés védekezéssel, hiba nélküli vezetéssel negyedik lett, úgy, hogy Hamiltont is többször megelőzte.

### Visszatérés a Force Indiához (2014-2016)
2013 novemberében tárgyalásokat kezdett egykori csapatával a Force Indiával, ahol ismét Adrian Sutil csapattársa lehetett volna. Pár nappal később hivatalosan bejelentették a szerződtetést, valamint azt, hogy Sutil veszi át Hülkenberg helyét a Sauber csapatánál, valamint Sergio Pérez lett a csapattárs, aki a McLaren Mercedes csapatától érkezett.
Ettől az évtől kezdve a versenyzőknek állandó rajtszámot kellett választania. Hülkenberg a 27-est választotta, ez volt ugyanis a születési dátuma összeadva (8+19). A turbómotoros éra első versenyén hetedikként végzett, de Daniel Ricciardo kizárása miatt hatodikként rangsorolták. Malajziában úgy lett ötödik, hogy sokáig maga mögött tudta tartani Fernando Alonsót a Ferrarival. Bahreinben újabb ötödik helyet szerzett, és ezzel a világbajnoki összetett harmadik helyén állt (a Force India ekkor második volt). Kínától aztán megkezdődött a visszaesés: gyűjtött ugyan pontokat, még négyszer lett ötödik helyezett, de ezzel csak a bajnoki kilencedik helyet érte el (igaz, 96 pontja addigi legjobb eredménye volt). A Force India végül hatodik lett a konstruktőri küzdelmekben, mert a Williams és a McLaren is jobbnak bizonyult náluk. Eredményei mindenesetre elég meggyőzőek voltak ahhoz, hogy egy évet hosszabbítson vele a csapat.

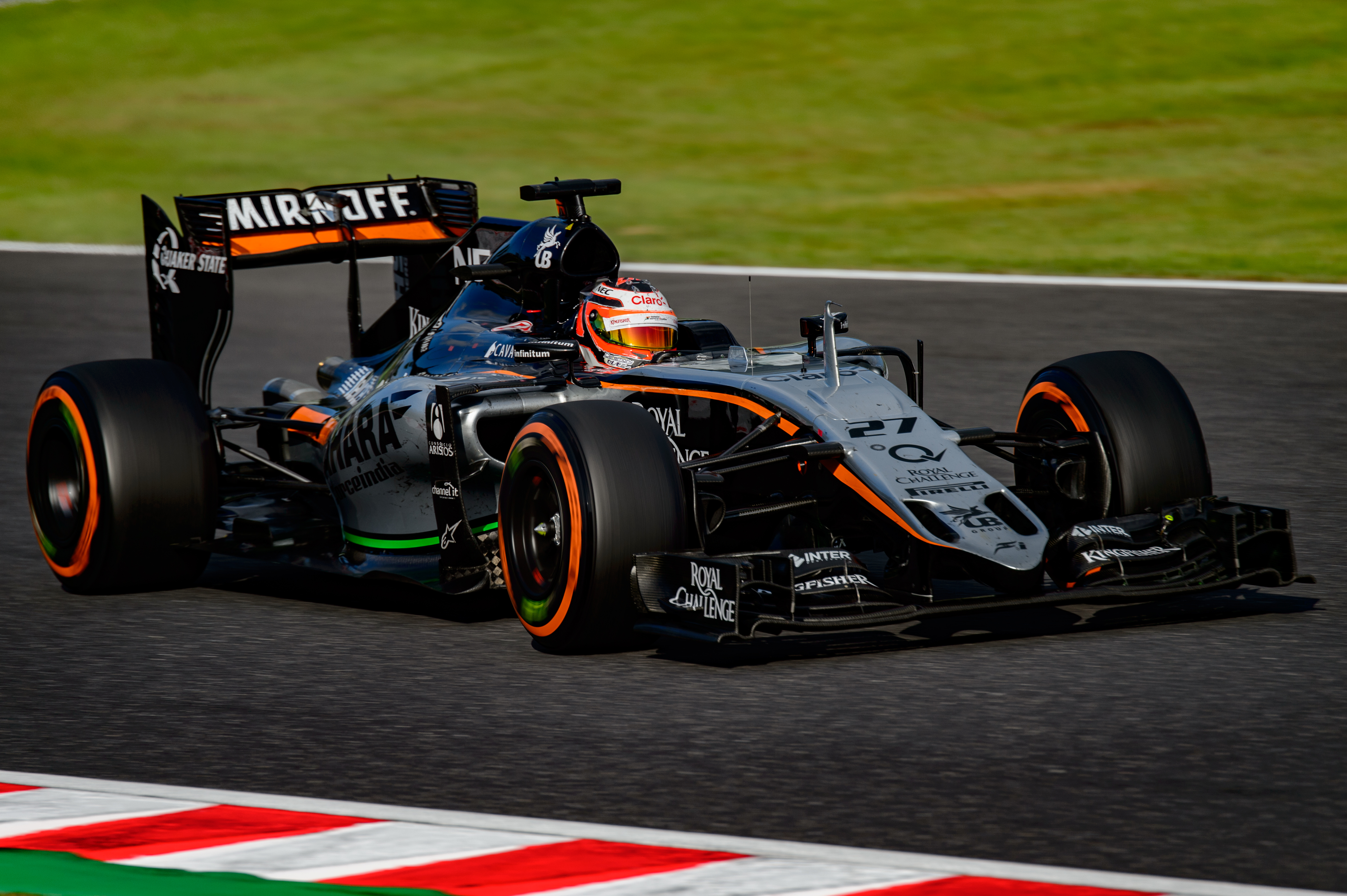
Hülkenberg a 2015-ös japán versenyhétvégén

2015-öt is relatíve jól kezdte, egy hetedik hellyel, igaz, egy kör hátrányban. Ezután azonban egészen Kanadáig még csak pontot sem tudott szerezni. A magyar nagydíjon a verseny közben nagy balesetet szenvedett, mert autójáról levált az első szárny, ő pedig áthajtott rajta, majd a levegőbe repült és a gumifalban végezte. Ez azért volt kár, mert egy potenciális negyedik helyet dobott el ezért. A csapat szezon közben átépítette az autót, amelynek köszönhetően javult a teljesítmény, de Hülkenberg ezután is sok ponttól elesett. Belgiumban nem tudott rajthoz állni motorhiba miatt, Szingapúrban összeakadt Felipe Massával a rajt után, és kiesett - mivel őt is vétkesnek találták, még kapott egy háromhelyes rajtbüntetést is. Az orosz nagydíjon dobogós esélyeit puskázta el egy kipördüléssel, Amerikában pedig Daniel Ricciardóval ütközve eltört a felfüggesztése. Mindennek ellenére a tizedik helyen zárta az idényt, legjobb eredménye három hatodik hely volt. A szezont a Force India konstruktőri ötödikként zárta.

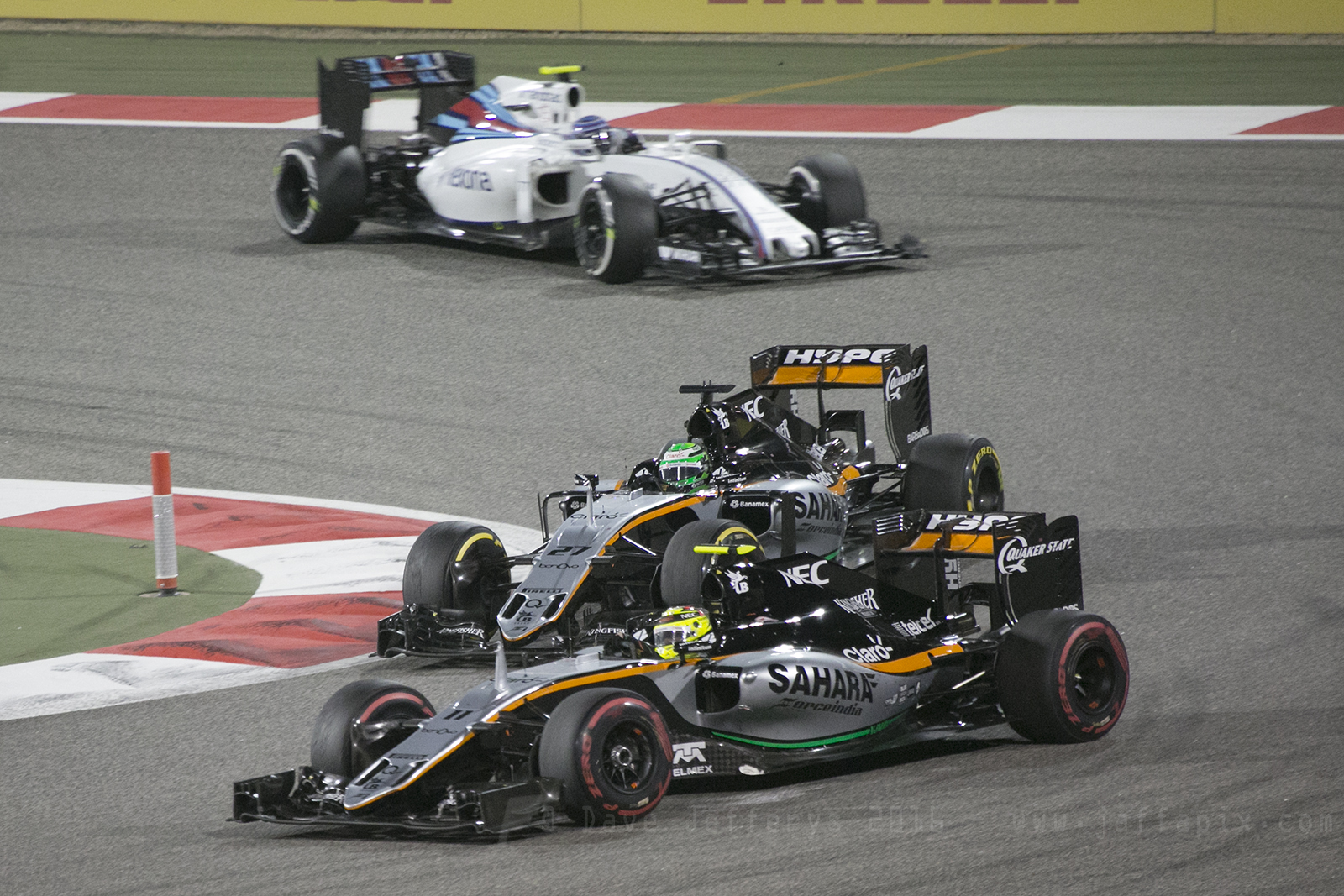
Hülkenberg Bahreinben Pérez ellen

2016-ra is maradt a csapatnál és továbbra is Sergio Pérez maradt a csapattársa. Ausztráliában a hetedik helyen zárt, de az ezt követő versenyeken nem tudott pontokat szerezni, a Force India gyengesége miatt. Az orosz nagydíjon összeütközött Gutiérrez-zel és kiesett, a következő versenyről pedig olajszivárgás miatt állt ki. Monacóban ismételten elbaltázott egy potenciális dobogós helyezést: az ötödik helyről indult és szépen is versenyzett, de egy boxkiállás után forgalomba került, és Pérez megelőzte őt a dobogóért vívott harcban. Végül csak hatodik lett, muitán az utolsó körben épphogy csak megelőzte Nico Rosberget. A következő versenyeken jól ment, egyedül az európai nagydíjat rontotta el, ahol rosszul is kvalifikált és csak kilencedik let (csapatársa, Pérez ekkor második helyre kvalifikált, és bár rajtbüntetést kapott, mégis harmadik lett végül). Rendszeres pontszerzéseit a belga nagydíjon elért negyedik hellyel koronázta meg, ahol szintén lehetett volna akár második is, de autója nem volt elég gyors. Szingapúrban egy rajtbaleset vétlen résztvevőjeként már az elején kiesett, de aztán szerzett még két nyolcadik helyet.
Az amerikai nagydíj előtt bejelentette, hogy 2017-től a Renault pilótája lesz, ezt követően futott még pár szép versenyt. Brazíliában megint kinézett neki egy dobogó, de defektet kapott, és emiatt visszaesett. Az idényt kilencedikként zárta, a Force India pedig ismét konstruktőri ötödik lett.

### Renault (2017–2019)

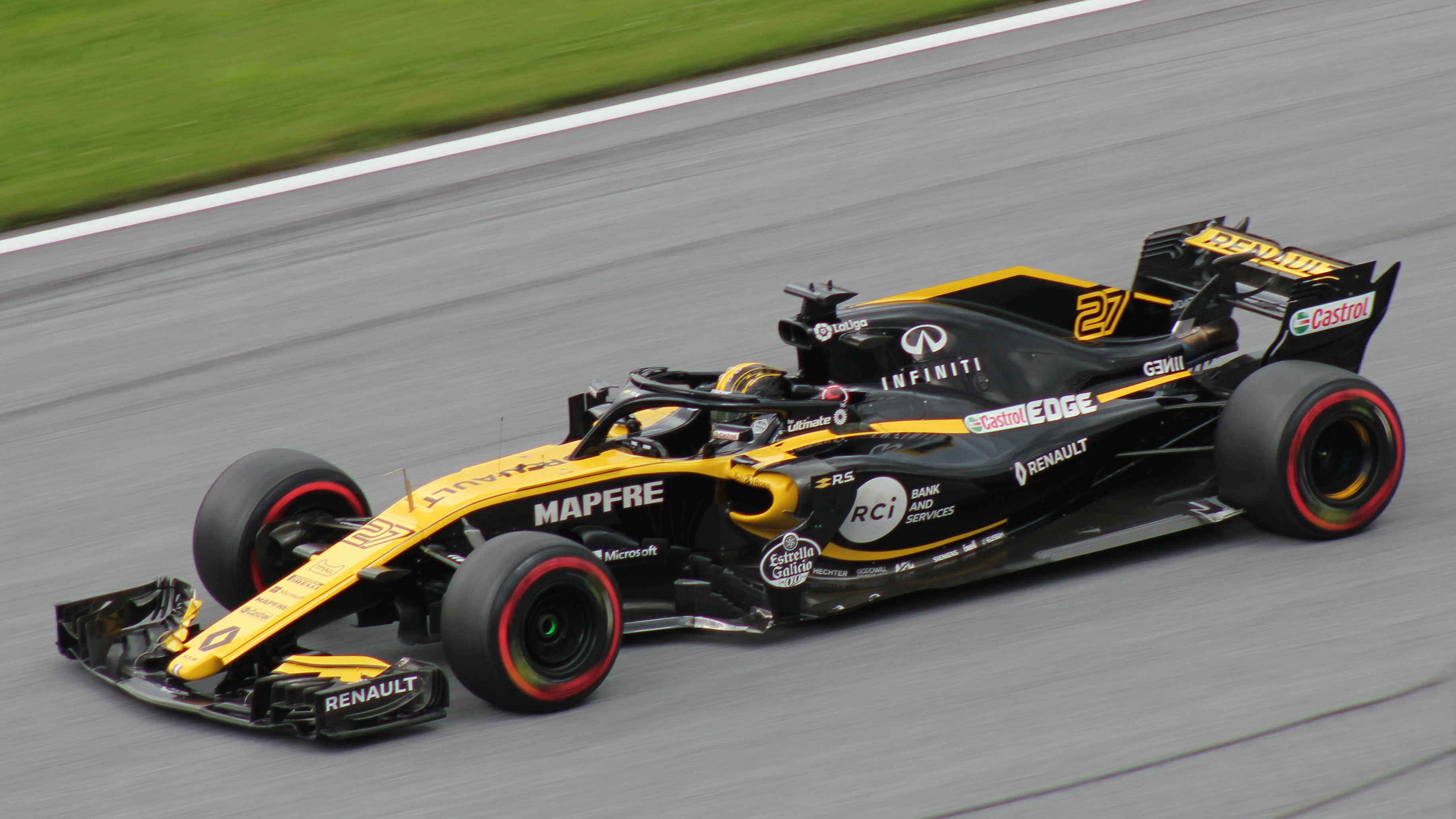
Hülkenberg a 2018-as Osztrák Nagydíjon

Hülkenberg és a Renault többéves szerződést írtak alá egymással. A sportágba gyári csapatként csak nemrég tértek vissza a franciák, és szükségük volt egy tapasztalt pilótára, aki segíthette őket abban, hogy visszatérjenek a csúcsra.
Első pontjait a szezon harmadik versenyén, Bahreinben szerezte egy 9. hellyel, majd Oroszországban nyolcadik lett, Spanyolországban pedig már hatodik. A pontszerzési széria Monacóban szakadt meg egy kiesés miatt, de már Kanadában újra nyolcadik lett. Azerbajdzsánban önhibájából megcsípte a falat és kiesett, pedig jó esélye lett volna egy szép eredményre. A csapat a brit nagydíjtól fejlesztésekkel készült, és Hülkenberg hatodik lett. A magyar nagydíjon csak a tizenkettedik helyről rajtolhatot, mert váltót kellett cserélni az autójában. Egy lassú boxkiállás aztán tönkretette a versenyét és ki is állt. A versenyhez köthető egy botrányos megnyilvánulás is: a pályán Kevin Magnussennel csatázott, aki aztán leszorította őt a fűre. A manőverért Magnussent megbüntették, de a futam után, miközben Magnussen a dán televíziónak nyilatkozott, Hülkenberg odament hozzá, és az egész rajtrács legsportszerűtlenebb pilótájának nevezte élő adásban, amire Magnussen csak annyit felelt, hogy "kapd be a golyóimat". A nyári szünet után jó formában tért vissza: Belgiumban hetedik lett, Szingapúrban pedig a kaotikus rajtot követően hirtelen a harmadik helyen találta magát. Jó esélye lett volna egy dobogóra, de ezúttal azért esett el tőle, mert futam közben bejött a biztonsági autó, a csapat pedig eltaktikázta magát, így csak negyedik lett volna, de végül olajszivárgás miatt kiesett. Hülkenberg ezen a futamon lett egy kevéssé dicsőséges rekord beállítója: immár ő és nem Adrian Sutil volt az a versenyző, aki a legtöbb versenyt teljesítette dobogó nélkül. Az ezt követő három futamon is kiesett, Brazíliában pedig végre képes volt gyűjteni egyetlen pontot. Az idényzáró abu-dzabi nagydíjon úgy lett hatodik, hogy miután a rajtnál szabálytalanul előzte meg Pérezt, elvileg vissza kellett volna adnia a pozícióját, de nem tette, és ezért időbüntetéssel sújtották - ő viszont ügyesen kiautózta azt. Az idényt tizedikként zárta, a Renault pedig konstruktőri hatodik lett.
2018-ban jól kezdte az idényt a csapat: mivel Hülkenberg hetedik, csapattársa, Carlos Sainz pedig tizedik lett, hosszú idő után először ünnepelhetett a Renault kettős pontszerzést. Ezután azonban több balszerencse is érte: Bkuban rajtbüntetést kapott váltócsere miatt, ráadásul a falnak is csapta az autót, ami miatt kiesett. A spanyol nagydíj időmérőjén már az első szakaszban kiesett, 59 verseny után először, és még a futam is idő előtt ért véget számára, mert Grosjean kipöckölte. Legjobb versenyét Németországban futotta, amikor is ötödik lett. A szezon féltávjánál bajnoki hetedik volt, ami dícséretes volt annak fényében, hogy a legjobb három csapat hat pilótája teljesen más ligában versenyzett akkor, mint a többiek. Belgiumban Hülkenberg a saját hibájából okozott tömegbalesetet: hátulról rajtolt, és eltalálta Fernando Alonsót, akinek az autója átrepült Charles Leclerc Sauberje felett. Leclerc csak azért nem szenvedett súlyos sérüléseket, mert megvédte őt az újonnan bevezetett fejvédő keret, a "glória". Hülkenberget mindenesetre tíz rajthelyes büntetéssel sújtották a következő versenyre - a baleset arra legalábbis jó volt, hogy ő, mint a fejvédő keret nagy kritikusa, végül másként lássa a dolgokat. A következő versenyen saját hibái és a Renault gyengesége miatt öszsesen egyetlen pontot szerzett, majd két hatodik hellyel vágott vissza az Egyesült Államokban és Mexikóban. Az idény utolsó két versenyén motormeghibásodás és baleset miatt kiesett. Az év végén bajnoki hetedik lett, a Renault pedig konstruktőri negyedik.
2019-ben erős csapattársat kapott maga mellé Daniel Ricciardo személyében. Ő maga úgy gondolta, hogy neki, mint akinek dobogója sincs, egy többszörös futamgyőztessel szemben bizonyítania kell, és a jövője múlhat ezen. Cyril Abiteboul csapatfőnök ezzel szemben a rajtrács legerősebb párosaként emlegette őket. Hülkenberg jól is kezdte az évet egy hetedik hellyel Ausztráliában, pedig egy motorhiba tönkretette az időmérő edzését. Ugyanez megismétlődött vele Bahreinben is: a futamon visszajött a hatodik helyre, ám négy körrel a vége előtt mindkét Renault ugyanabban a kanyarban, ugyanazon hiba miatt megállt. Kínában tovább folytatódott a kiesési sorozat, ezúttal motorszoftver-hiba miatt. Spanyolországban az időmérőn összetörte az első szárnyát, és csak egy újabb specifikációjút tudtak neki felszerelni, amivel megsértették a parc fermé szabályokat, ezért a boxutcából kellett rajtolnia. Monacóban összeütközött Leclerc-lel, ezért nem szerzett pontot. A következő versenyeken hetedikként és nyolcadikként végzett, a brit nagydíjon pedig úgy lett tizedik, hogy a motorja egy Pérezel történt ütközés után meghibásodott. Az esős német nagydíjon egy újabb dobogós esélyt bukott el, amikor kicsúszott a aszfaltról a másféle aszfalttal burkolt bukótérbe, amely vizes volt és egyáltalán nem tapadt, emiatt nekiment a falnak a 16-os kanyarban, letörött az első szárnya, és már nem tudott visszajönni a versenybe. Az idény első felét a Renault meglepően rosszul teljesítette, a korábbi évekhez képest, ráadásul még a belga nagydíj előtt bejelentették, hogy a következő évtől Esteban Ocon lesz a csapat új versenyzője Hülkenberg helyett. Hülkenberg azt állította, hogy a csapat jobban szeretett volna egy francia pilótát, az akkor a csapatnál dolgozó Alain Prost szerint viszont az volt a baj, hogy egyéves helyett kétéves szerződést szeretett volna, amit nem kapott meg.
Ennek ellenére az idény hátralévő része nem sikerült annyira rosszul: Belgiumban nyolcadik lett, Olaszországban ötödik, és ez utóbbi versenyen Ricciardo a negyedik helyen végzett, amely a csapat legjobbja volt a visszatérésük óta. Szingapúrban egy balesetet követően pontokat mentett egy kilencedik hellyel, az orosz nagydíjon viszont semmi nem akart neki sikerülni, és csak tizedik lett. Japánban is pocsék hétvégéje volt: az időmérőn műszaki hiba miatt hamar kiesett, és hiába ment a versenyen fantasztikusan és lett tizedik, a rivális Racing Point csapat eredményes óvása miatt mindkét Renault-t kizárták a szabálytalan fékrendszerük miatt. Ez volt az első alkalom, hogy Hülkenberget valaha is diszkvalifikálták. A szezonzáró abu-dzabi nagydíjon mindössze tizenkettedik lett, a nézők pedig megszavazták a nap versenyzőjének. Ekkor még úgy tűnt, hogy a karrierje véget ér, hiszen 2020-ra nem volt érvényes szerződése egyetlen csapattal sem.

### A Racing Point és az Aston Martin tartalékpilótája (2020-2022)
Miután kikerült a sportágból, csak abban reménykedhetett, hogy esetleg szükség lehet a beugrására, ha valaki betegség vagy sérülés miatt kiesik. Régi csapata, a Force India, amely már pár éve Racing Point néven versenyzett, felkínálta számára a beugrás lehetőségét, méghozzá háromszor is. Az éppen tomboló koronavírus-járvány közepette az a pilóta, aki pozitív tesztet produkált, nem indulhatott, így járt Sergio Pérez is, akit Hülkenberg helyettesíthetett a brit és a 70. évfordulós nagydíjon. A brit nagydíjon nem tudott elindulni motorhiba miatt, a 70. évfordulós nagydíjon azonban hihetetlen módon a harmadik helyre kvalifikált, és sokáig tartotta is a negyedik helyet. Az extrém mértékű gumikopás miatt azonban ki kellett állnia, így végül csak hetedik lett. Az idény során még egyszer visszatért a csapathoz, ezúttal az Eifel nagydíjon, amikor is Lance Strollt helyettesítette, és az utolsó pillanatban kellett beugrania. Ennek köszönhetően az időmérő edzésen az utolsó lett, de a futamon egészen a nyolcadik helyig feljött, ami miatt ismét megválasztották a nap versenyzőjének.
Kitűnő eredményei miatt az immár Aston Martin néven versenyző csapat teszt- és tartalékpilótai szerződést adott neki 2021-re. Ebben az évben nem ült volán mögé egyetlen nagydíjon sem, a következő évben azonban rögtön az idény első két versenyén ő vezethetett a pozitív koronavírus-tesztet produkáló Sebastian Vettel helyett. Egyik beugrása sem volt túl sikeres, pontot nem szerzett. A magyar nagydíj után ő volt az egyik pilóta, aki a Pirelli 2023-ra szánt gumijait tesztelhette.

### Haas (2023-2024)
A hosszú idő után éppen megújuló Haas csapat úgy határozott, hogy tapasztalt pilótapárosra van szüksége, ezért igazolta le Hülkenberget Kevin Magnussen mellé. Első versenyét a visszatérését követően a tizenötödik helyen zárta, és még egy időbüntetést is kapott mellé. Ausztráliában majdnem negyedik lett, mert sokat profitált a verseny vége előtti piros zászlós megszakításból - csakhogy végül a megelőző kör eredménye alapján kelett rangsorolni a pilótákat, így csak hetedik lett. Kanadában a vizes pályán futott időmérőn második lett, de mivel figyelmen kívül hagyta a piros zászlók belengetését, ezért háromhelyes rajtbüntetést kapott - a verseny egyébként borzalmasan sikerült és csak tizenötödik lett. Az osztrák nagydíj sprintfutamán is értékes pontokat szerzett a kínlódó Haas-nak. Az idény felénél Hülkenberg hatszor is a Q3-ba jutott az időmérőkön, míg Magnussennek ez csak egyszer sikerült. A csapat, amely sehogy sem tudta megoldani a gumikopással kapcsolatos problémáit, végül már nem is szerzett több pontot, emiatt Hülkenberg is csak tizenhatodik lett az év végi összesítésben. Időmérős teljesítménye mindazonáltal lenyűgöző volt.

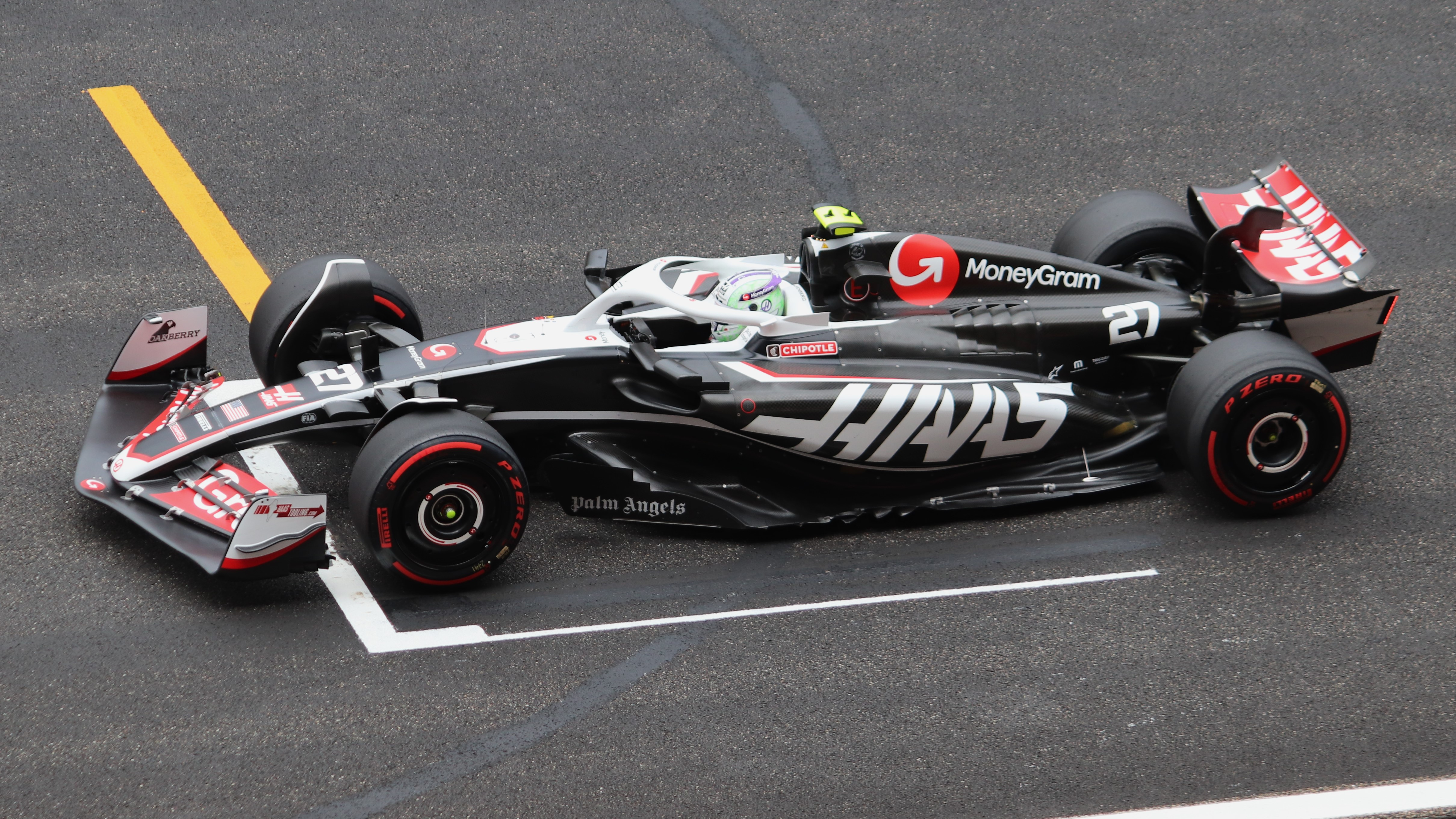
A 2024-es kínai nagydíjon

2024-ben látszott némi javulás a Haas háza táján. Hülkenberg és Magnussen is rendszeresen gyűjtöttek egy-két pontot, de a látvánmyos eredmények elmaradoztak. Az idény egyetlen ilyen pontja az volt, amikor Brazíliában Hülkenberget kizárták, mert megtolatta a beragadt autóját a pályabírókkal - a 2007-es kanadai futam óta senkit nem intettek ki fekete zászlóval a versenyből. Hülkenberg legjobb eredménye két hatodik hely volt, a csapat pedig konstruktőri hetedikként zárt.

### Visszatérés a Sauberhez (2025)
Hülkenberg a 2024-es idény végével átigazolt a Sauber csapatához, amelynek ez egy átmeneti év volt, ugyanis 2026-tól az Audi gyári csapataként versenyeztek. Sok jót nem lehetett várni attól az alakulattól, amely az előző évet is abszolút utolsóként teljesítette, de Hülkenberg a várakozásokon felül teljesített. A szezonnyitó ausztrál nagydíjon rögtön a hetedik helyen zárt, ami három év után a csapat legjobb eredménye volt. Ezt követően a gyengélkedő csapat miatt pontokat se tudott szerezni, majd a Sauber hozott néhány fejlesztést a spanyol nagydíjtól. Ezek beváltak, mert bár most az időmérős teljesítmény nem volt a legjobb, Hülkenberg mindig szépen fel tudott zárkózni. A spanyol nagydíjon ötödik lett, Kanadában pedig nyolcadik. A csúcspont a brit nagydíjon következett, amikor az esős versenyen, jó taktikával és hibamentes vezetéssel a harmadik helyen ért célba, 239 verseny után megszerezve első dobogós helyezését. A Saubernek a 2012-es japán nagydíj óta ez volt az első dobogója, és német pilóta sem állt fel rá 2021 óta.

## FIA World Endurance Championship

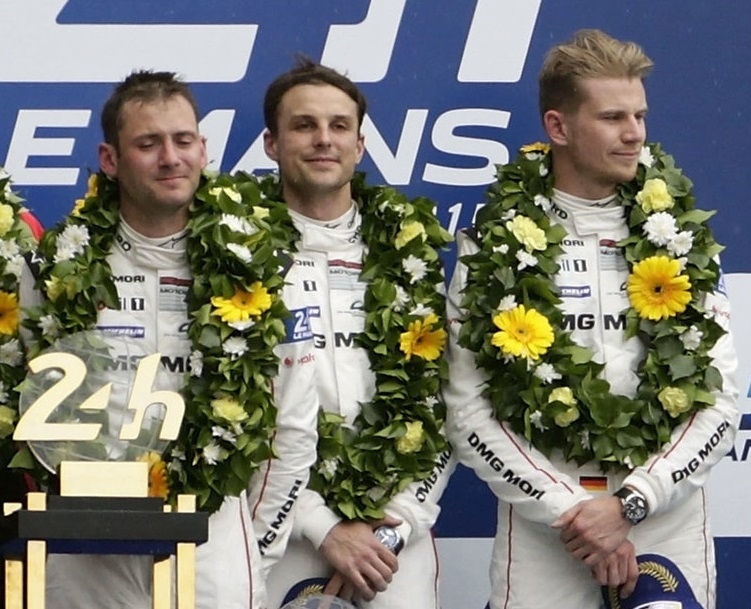
A Le Mans-i 24 órás autóverseny győztesei. Jobbról balra: Nick Tandy, Earl Bamber, Nico Hülkenberg

2014 novemberében megerősítette, hogy részt vesz a WEC versenysorozatának Le Mans-i 24 órás autóversenyén és a spái 6 órás versenyén a Porsche harmadik LMP1-es autójában, amit erre a két versenyre indítanak el. 2015. április 30. és május 2. között megrendezett WEC spái 6 órás versenyén állt rajthoz a Porsche színeiben. A német Nicky Tandyval és Earl Bamberrel osztozott a 19-es rajtszámú Porsche 919 volánján, és a trió az időmérőn az előkelő 2. rajthelyre kvalifikálta magát. A verseny kezdetét követően alig 15 perc elteltével azonban Tandy összeütközött egy lekörözésre váró versenyzővel, az LMP1-es Porsche eleje megsérült, és az egység rengeteg időt veszített, mire a szerelők a bokszban újra száz százalékos állapotba hozták a járművet. Hülkenberg tehát már jelentős hátrányban vette át a volánt társaitól, ám ő hiba nélkül lehozta a saját etapját, és végül a 6. helyen sikerült célba hozniuk az autót. A Le Mans-i 24 órás autóversenyen a kvalifikáción 3. időt érték el a 19-es számú Porsche volánja mögött. A versenyt végül megnyerte a trió, amivel a Porsche 17. győzelmét szerezték meg, 17 év után az elsőt. Hülkenberg és Earl Bamber 1998 óta elsőként nyerte meg újoncként a versenyt, valamint Hülkenberg 24 év után az első aktív Formula–1-es pilóta lett, aki győzni tud Le Mans-ban.

## Magánélete
Apja Klaus Dieter Hülkenberg egy szállítmányozási cég tulajdonosa volt, és egy időben úgy volt, hogy ő is itt fog dolgozni. Korábbi menedzsere, Willi Weber, aki Michael Schumachert is menedzselte, aggatta rá a "The Hulk" becenevet, és hatalmas tehetségnek tartotta a versenyzőt.
Hülkenberg Monacóban él. Házastársa Eglė Ruškytė litván divattervező, akivel 2015 óta van együtt. 2021-ben született meg lánya.

## Eredményei

### Karrier összefoglaló
| Szezon  | Sorozat                            | Csapat                | Versenyek         | Győzelmek         | Első rajtkocka    | Leggyorsabb kör   | Dobogós helyezés  | Pont              | Helyezés          |
| ------- | ---------------------------------- | --------------------- | ----------------- | ----------------- | ----------------- | ----------------- | ----------------- | ----------------- | ----------------- |
| 2005    | Formula BMW ADAC                   | Josef Kaufmann Racing | 20                | 8                 | 9                 | 6                 | 14                | 287               | 1.                |
| 2005    | Formula BMW világ döntő            | Josef Kaufmann Racing | 1                 | 0                 | 0                 | 1                 | 1                 | N/A               | 3.                |
| 2006    | Német Formula–3-as bajnokság       | Josef Kaufmann Racing | 18                | 1                 | 3                 | 5                 | 6                 | 78                | 5.                |
| 2006    | V de V Challenge Endurance Moderne | Griffith's            | 2                 | 1                 | 2                 | ?                 | 1                 | 50                | 17.               |
| 2006–07 | A1 Grand Prix                      | A1 Team Germany       | 20                | 9                 | 3                 | 5                 | 14                | 128               | 1.                |
| 2007    | Formula–3 Euroseries               | ASM Formule 3         | 20                | 4                 | 2                 | 3                 | 8                 | 72                | 3.                |
| 2007    | Makaói nagydíj                     | ASM Formule 3         | 1                 | 0                 | 0                 | 0                 | 0                 | N/A               | 23.               |
| 2007    | Masters of Formula 3               | ASM Formule 3         | 1                 | 1                 | 0                 | 0                 | 1                 | N/A               | 1.                |
| 2008    | Formula 3 Euroseries               | ART Grand Prix        | 20                | 7                 | 6                 | 7                 | 8                 | 87                | 1.                |
| 2008    | Masters of Formula 3               | ART Grand Prix        | 1                 | 0                 | 1                 | 0                 | 1                 | N/A               | 2.                |
| 2008–09 | GP2 Asia Series                    | ART Grand Prix        | 4                 | 1                 | 2                 | 0                 | 2                 | 27                | 6.                |
| 2009    | GP2                                | ART Grand Prix        | 20                | 5                 | 3                 | 5                 | 10                | 100               | 1.                |
| 2009    | Formula–1                          | Williams F1           | Tesztpilóta       | Tesztpilóta       | Tesztpilóta       | Tesztpilóta       | Tesztpilóta       | Tesztpilóta       | Tesztpilóta       |
| 2010    | Formula–1                          | Williams F1           | 19                | 0                 | 1                 | 0                 | 0                 | 22                | 14.               |
| 2011    | Formula–1                          | Force India           | Tesztpilóta       | Tesztpilóta       | Tesztpilóta       | Tesztpilóta       | Tesztpilóta       | Tesztpilóta       | Tesztpilóta       |
| 2012    | Formula–1                          | Force India           | 20                | 0                 | 0                 | 1                 | 0                 | 63                | 11.               |
| 2013    | Formula–1                          | Sauber                | 19                | 0                 | 0                 | 0                 | 0                 | 51                | 10.               |
| 2014    | Formula–1                          | Force India           | 19                | 0                 | 0                 | 0                 | 0                 | 96                | 9.                |
| 2015    | Formula–1                          | Force India           | 19                | 0                 | 0                 | 0                 | 0                 | 58                | 10.               |
| 2015    | WEC                                | Porsche               | 2                 | 1                 | 0                 | 0                 | 1                 | 58                | 9.                |
| 2016    | Formula–1                          | Force India           | 21                | 0                 | 0                 | 1                 | 0                 | 72                | 9.                |
| 2017    | Formula–1                          | Renault               | 20                | 0                 | 0                 | 0                 | 0                 | 43                | 10.               |
| 2018    | Formula–1                          | Renault               | 21                | 0                 | 0                 | 0                 | 0                 | 69                | 7.                |
| 2019    | Formula–1                          | Renault               | 21                | 0                 | 0                 | 0                 | 0                 | 37                | 14.               |
| 2020    | Formula–1                          | Racing Point          | 3                 | 0                 | 0                 | 0                 | 0                 | 10                | 15.               |
| 2021    | Formula–1                          | Aston Martin          | Tartalékversenyző | Tartalékversenyző | Tartalékversenyző | Tartalékversenyző | Tartalékversenyző | Tartalékversenyző | Tartalékversenyző |
| 2022    | Formula–1                          | Aston Martin          | 2                 | 0                 | 0                 | 0                 | 0                 | 0                 | 22.               |
| 2023    | Formula–1                          | Haas                  | 22                | 0                 | 0                 | 0                 | 0                 | 9                 | 16.               |
| 2024    | Formula–1                          | Haas                  | 24                | 0                 | 0                 | 0                 | 0                 | 41                | 11.               |
| 2025    | Formula–1                          | Sauber                | 13                | 0                 | 0                 | 0                 | 1                 | 37*               | 9.*               |

* A szezon jelenleg is zajlik.

### Teljes az A1 Grand Prix eredménysorozata
(Táblázat értelmezése)

(Félkövér: pole-pozícióból indult; dőlt: leggyorsabb kört futott) 

| Év      | Csapat      | 1         | 2         | 3          | 4         | 5         | 6          | 7         | 8         | 9         | 10        | 11        | 12        | 13        | 14        | 15        | 16        | 17      | 18      | 19        | 20        | 21        | 22        | Helyezés | Pont |
| ------- | ----------- | --------- | --------- | ---------- | --------- | --------- | ---------- | --------- | --------- | --------- | --------- | --------- | --------- | --------- | --------- | --------- | --------- | ------- | ------- | --------- | --------- | --------- | --------- | -------- | ---- |
| 2006–07 | Németország | NED SPR 4 | NED FEA 1 | CZE SPR Ki | CZE FEA 4 | BEI SPR 5 | BEI FEA Ki | MAL SPR 2 | MAL FEA 1 | IDN SPR 5 | IDN FEA 2 | NZL SPR 1 | NZL FEA 1 | AUS SPR 1 | AUS FEA 1 | RSA SPR 1 | RSA FEA 1 | MEX SPR | MEX FEA | SHA SPR 3 | SHA FEA 3 | GBR SPR 2 | GBR SPR 1 | 1.       | 128  |

### Teljes Formula–3 Euroseries eredménysorozata
(Táblázat értelmezése)

(Félkövér: pole-pozícióból indult; dőlt: leggyorsabb kört futott) 

| Év   | Csapat         | 1        | 2        | 3       | 4       | 5        | 6        | 7        | 8        | 9        | 10       | 11      | 12      | 13    | 14      | 15      | 16       | 17       | 18      | 19    | 20      | Helyezés | Pont |
| ---- | -------------- | -------- | -------- | ------- | ------- | -------- | -------- | -------- | -------- | -------- | -------- | ------- | ------- | ----- | ------- | ------- | -------- | -------- | ------- | ----- | ------- | -------- | ---- |
| 2007 | ASM Formule 3  | HOC 1 2  | HOC 2 7  | BRH 1 4 | BRH 2 6 | NOR 1 Ki | NOR 2 1  | MAG 1 Ki | MAG 2 14 | MUG 1 21 | MUG 2 14 | ZAN 1 6 | ZAN 2 1 | NÜR 1 | NÜR 2 4 | CAT 1 2 | CAT 2 8  | NOG 1 3  | NOG 2 3 | HOC 1 | HOC 2 7 | 3.       | 72   |
| 2008 | ART Grand Prix | HOC 1 Ki | HOC 2 Ki | MUG 1   | MUG 2 5 | PAU 1 Ki | PAU 2 16 | NOR 1    | NOR 2 6  | ZAN 1    | ZAN 2 13 | NÜR 1   | NÜR 2 4 | BRH 1 | BRH 2 5 | CAT 1   | CAT 2 Ki | LMS 1 24 | LMS 2 8 | HOC 1 | HOC 2 3 | 1.       | 85   |

### Teljes GP2-es eredménysorozata
(Táblázat értelmezése)

(Félkövér: pole-pozícióból indult; dőlt: leggyorsabb kört futott) 

| Év   | Csapat         | 1         | 2          | 3         | 4         | 5         | 6         | 7         | 8         | 9         | 10        | 11        | 12        | 13        | 14        | 15        | 16         | 17        | 18        | 19        | 20         | Helyezés | Pont |
| ---- | -------------- | --------- | ---------- | --------- | --------- | --------- | --------- | --------- | --------- | --------- | --------- | --------- | --------- | --------- | --------- | --------- | ---------- | --------- | --------- | --------- | ---------- | -------- | ---- |
| 2009 | ART Grand Prix | ESP FEA 9 | ESP SPR 14 | MON FEA 5 | MON SPR 3 | TUR FEA 5 | TUR SPR 4 | GBR FEA 3 | GBR SPR 5 | GER FEA 1 | GER SPR 1 | HUN FEA 1 | HUN SPR 7 | EUR FEA 2 | EUR SPR 1 | BEL FEA 2 | BEL SPR Ki | ITA FEA 6 | ITA SPR 3 | POR FEA 1 | POR SPR 16 | 1.       | 100  |

### Teljes eredménysorozata a GP2 Asia Seriesben
(Táblázat értelmezése)

(Félkövér: pole-pozícióból indult; dőlt: leggyorsabb kört futott) 

| Év   | Csapat         | 1       | 2       | 3       | 4       | 5          | 6          | 7         | 8         | 9       | 10      | 11       | 12       | Helyezés | Pont |
| ---- | -------------- | ------- | ------- | ------- | ------- | ---------- | ---------- | --------- | --------- | ------- | ------- | -------- | -------- | -------- | ---- |
| 2009 | ART Grand Prix | CHN FEA | CHN SPR | UAE FEA | UAE SPR | BHR1 FEA 4 | BHR1 SPR 4 | QAT FEA 1 | QAT SPR 3 | MAL FEA | MAL SPR | BHR2 FEA | BHR2 SPR | 6.       | 27   |

### Teljes Formula–1-es eredménysorozata
(Táblázat értelmezése)

(Félkövér: pole-pozícióból indult; dőlt: leggyorsabb kört futott) 

| Év   | Csapat       | 1      | 2       | 3      | 4       | 5      | 6      | 7      | 8      | 9       | 10     | 11      | 12     | 13      | 14     | 15     | 16      | 17      | 18     | 19     | 20     | 21      | 22     | 23     | 24    | Helyezés | Pont |
| ---- | ------------ | ------ | ------- | ------ | ------- | ------ | ------ | ------ | ------ | ------- | ------ | ------- | ------ | ------- | ------ | ------ | ------- | ------- | ------ | ------ | ------ | ------- | ------ | ------ | ----- | -------- | ---- |
| 2010 | Williams     | BHR 14 | AUS Ki  | MAL 10 | CHN 15  | ESP 16 | MON Ki | TUR 17 | CAN 13 | EUR Ki  | GBR 10 | GER 13  | HUN 6  | BEL 14  | ITA 7  | SIN 10 | JPN Ki  | KOR 10  | BRA 8  | UAE 16 |        |         |        |        |       | 14.      | 22   |
| 2011 | Force India  | AUS Tp | MAL Tp  | CHN Tp | TUR Tp  | ESP Tp | MON    | CAN Tp | EUR Tp | GBR Tp  | GER Tp | HUN Tp  | BEL Tp | ITA Tp  | SIN    | JPN Tp | KOR     | IND     | UAE    | BRA Tp |        |         |        |        |       | —        | —    |
| 2012 | Force India  | AUS Ki | MAL 9   | CHN 15 | BHR 12  | ESP 10 | MON 8  | CAN 12 | EUR 5  | GBR 12  | GER 9  | HUN 11  | BEL 4  | ITA 21† | SIN 14 | JPN 7  | KOR 6   | IND 8   | UAE Ki | USA 8  | BRA 5  |         |        |        |       | 11.      | 63   |
| 2013 | Sauber       | AUS Ni | MAL 8   | CHN 10 | BHR 12  | ESP 15 | MON 11 | CAN Ki | GBR 10 | GER 10  | HUN 11 | BEL 13  | ITA 5  | SIN 9   | KOR 4  | JPN 6  | IND 19† | UAE 14  | USA 6  | BRA 8  |        |         |        |        |       | 10.      | 51   |
| 2014 | Force India  | AUS 6  | MAL 5   | BHR 5  | CHN 6   | ESP 10 | MON 5  | CAN 5  | AUT 9  | GBR 8   | GER 7  | HUN Ki  | BEL 10 | ITA 12  | SIN 9  | JPN 8  | RUS 12  | USA Ki  | BRA 8  | UAE 6  |        |         |        |        |       | 9.       | 96   |
| 2015 | Force India  | AUS 7  | MAL 14  | CHN Ki | BHR 13  | ESP 15 | MON 11 | CAN 8  | AUT 6  | GBR 7   | HUN Ki | BEL Ni  | ITA 7  | SIN Ki  | JPN 6  | RUS Ki | USA Ki  | MEX 7   | BRA 6  | UAE 7  |        |         |        |        |       | 10.      | 58   |
| 2016 | Force India  | AUS 7  | BHR 15  | CHN 15 | RUS Ki  | ESP Ki | MON 6  | CAN 8  | EUR 9  | AUT 19† | GBR 7  | HUN 10  | GER 7  | BEL 4   | ITA 10 | SIN Ki | MAL 8   | JPN 8   | USA Ki | MEX 7  | BRA 7  | UAE 7   |        |        |       | 9.       | 72   |
| 2017 | Renault      | AUS 11 | CHN 12  | BHR 9  | RUS 8   | ESP 6  | MON Ki | CAN 8  | AZE Ki | AUT 13  | GBR 6  | HUN 17† | BEL 6  | ITA 13  | SIN Ki | MAL 16 | JPN Ki  | USA Ki  | MEX Ki | BRA 10 | UAE 6  |         |        |        |       | 10.      | 43   |
| 2018 | Renault      | AUS 7  | BHR 6   | CHN 6  | AZE Ki  | ESP Ki | MON 8  | CAN 7  | FRA 9  | AUT Ki  | GBR 6  | GER 5   | HUN 12 | BEL Ki  | ITA 13 | SIN 10 | RUS 12  | JPN Ki  | USA 6  | MEX 6  | BRA Ki | UAE Ki  |        |        |       | 7.       | 69   |
| 2019 | Renault      | AUS 7  | BHR 17† | CHN Ki | AZE 14  | ESP 13 | MON 13 | CAN 7  | FRA 8  | AUT 13  | GBR 10 | GER Ki  | HUN 12 | BEL 8   | ITA 5  | SIN 9  | RUS 10  | JPN Kiz | MEX 10 | USA 9  | BRA 15 | UAE 12  |        |        |       | 14.      | 37   |
| 2020 | Racing Point | AUT    | STY     | HUN    | GBR Ni  | 70 7   | ESP    | BEL    | ITA    | TOS     | RUS    | EIF 8   | POR    | EMI     | TUR    | BHR    | SAK     | UAE     |        |        |        |         |        |        |       | 15.      | 10   |
| 2022 | Aston Martin | BHR 17 | SAU 12  | AUS    | EMI     | MIA    | ESP    | MON    | AZE    | CAN     | GBR    | AUT     | FRA    | HUN     | BEL    | NED    | ITA     | SIN     | JPN    | USA    | MEX    | BRA     | UAE    |        |       | 22.      | 0    |
| 2023 | Haas         | BHR 15 | SAU 12  | AUS 7  | AZE 17  | MIA 15 | MON 17 | ESP 15 | CAN 15 | AUT Ki  | GBR 13 | HUN 14  | BEL 18 | NED 12  | ITA 17 | SIN 13 | JPN 14  | QAT 16  | USA 11 | MEX 13 | BRA 12 | LVS 19† | UAE 15 |        |       | 16.      | 9    |
| 2024 | Haas         | BHR 16 | SAU 10  | AUS 9  | JPN 11  | CHN 10 | MIA 11 | EMI 11 | MON Ki | CAN 11  | ESP 11 | AUT 6   | GBR 6  | HUN 13  | BEL 18 | NED 11 | ITA 17  | AZE 11  | SIN 9  | USA 8  | MEX 9  | BRA Kiz | LVS 8  | QAT Ki | UAE 8 | 11.      | 41   |
| 2025 | Sauber       | AUS 7  | CHN 15  | JPN 16 | BHR Kiz | SAU 15 | MIA 14 | EMI 12 | MON 16 | ESP 5   | CAN 8  | AUT 9   | GBR 3  | BEL 12  | HUN 13 | NED    | ITA     | AZE     | SIN    | USA    | MEX    | BRA     | LVS    | QAT    | UAE   | 9.*      | 37*  |

† A versenyt nem fejezte be, de helyezését értékelték, mert a versenytáv több, mint 90%-át teljesítette.
Megjegyzés: 2014-ben a szezonzáró nagydíjon dupla pontokat osztottak.

### Le Mans-i 24 órás autóverseny
| Év   | Csapat       | Autó               | Csapattársak           | Osztály | Körök | Összetett Helyezés | Kategória Helyezés |
| ---- | ------------ | ------------------ | ---------------------- | ------- | ----- | ------------------ | ------------------ |
| 2015 | Porsche Team | Porsche 919 Hybrid | Earl Bamber Nick Tandy | LMP1    | 395   | 1.                 | 1.                 |

### Teljes Hosszútávú-világbajnokság eredménysorozata
| Év   | Csapat       | Osztály | Kasztni            | Motor                                 | 1   | 2     | 3     | 4   | 5   | 6   | 7   | 8   | Helyezés | Pont |
| ---- | ------------ | ------- | ------------------ | ------------------------------------- | --- | ----- | ----- | --- | --- | --- | --- | --- | -------- | ---- |
| 2015 | Porsche Team | LMP1    | Porsche 919 Hybrid | Porsche 2.0 L Turbo V4 (dízel-hibrid) | SIL | SPA 6 | LMS 1 | NÜR | COA | FUJ | SHA | BHR | 9.       | 58   |